# Landarenca
Landarenca (toponimo italiano) è una frazione di 15 abitanti del comune svizzero di Calanca, nella regione Moesa (Canton Grigioni).

## Geografia fisica
Landarenca è posto in Val Calanca, su un terrazzo a 1 272 m s.l.m. sulla sponda destra del torrente Calancasca.

## Storia
La località, attestata dal 1550 come Lan Darencha, dal 1851 al 1979 è stato un comune autonomo, il secondo comune grigionese (dopo Coira) a concedere il diritto di voto alle donne a livello comunale nel 1968; nel 1980 è stato accorpato ad Arvigo, che a sua volta il 1º gennaio 2015 è stato accorpato agli altri comuni soppressi di Braggio, Cauco e Selma per formare il nuovo comune di Calanca.

## Monumenti e luoghi d'interesse
- Chiesa parrocchiale dei Santi Bernardo e Nicolao, attestata dal 1529 e ricostruita nel XVII secolo[1] (1626) sulla preesistente aula romanica. All'interno presenta l'altare maggiore e gli altari laterali seicenteschi, realizzati in stucco policromo[senza fonte]:
- Oratorio di San Gottardo, edificato nel 1732 dall'architetto Giacomo Franchino; custodisce una Pietà tardogotica del XVI secolo[senza fonte].

## Società

### Evoluzione demografica
L'evoluzione demografica è riportata nella seguente tabella:
Abitanti censiti

## Geografia antropica

### Urbanistica
Molti edifici mantengono ancora la loro struttura antica. I due utilizzi principali degli edifici sono: stalle e abitazioni. Tutti gli edifici furono costruiti in sasso e legno. Nel dettaglio, la parte inferiore dello stabile, dove si trova la cantina o la stalla, veniva costruita in sasso, mentre la parte superiore era costruita con il legno, in particolare di larice.

## Infrastrutture e trasporti
La località non è raggiungibile in automobile ma solo a piedi, tramite una mulattiera in 40 minuti, o, dal 1961, con una teleferica da Selma.